# Belgium az 1992. évi téli olimpiai játékokon
Belgium a franciaországi Albertville-ben megrendezett 1992. évi téli olimpiai játékok egyik részt vevő nemzete volt. Az országot az olimpián 1 sportágban 5 sportoló képviselte, akik érmet nem szereztek.

## Rövidpályás gyorskorcsolya
Férfi
| Versenyző                                                        | Versenyszám  | Előfutam | Előfutam | Negyeddöntő | Negyeddöntő | Elődöntő | Elődöntő | B döntő | B döntő | Döntő   | Döntő   | Helyezés |
| Versenyző                                                        | Versenyszám  | Idő      | Hely.    | Idő         | Hely.       | Idő      | Hely.    | Idő     | Hely.   | Idő     | Hely.   | Helyezés |
| ---------------------------------------------------------------- | ------------ | -------- | -------- | ----------- | ----------- | -------- | -------- | ------- | ------- | ------- | ------- | -------- |
| Geert Blanchart                                                  | 1000 m       | 1:38,66  | 1.       | 1:34,83     | 2.          | 1:33,04  | 4.       | 1:36,28 | 2.      |         |         | 6.       |
| Alain De Ruyter                                                  | 1000 m       | 1:34,18  | 2.       | 1:34,60     | 4.          | kiesett  | kiesett  | kiesett | kiesett | kiesett | kiesett | 14.      |
| Geert Blanchart Alain De Ruyter Geert De Jonghe Franky Vanhooren | 5000 m váltó |          |          | 8:32,51     | 3.          | kiesett  | kiesett  | kiesett | kiesett | kiesett | kiesett | 9.       |

Női
| Versenyző   | Versenyszám | Előfutam | Előfutam | Negyeddöntő | Negyeddöntő | Elődöntő | Elődöntő | B döntő | B döntő | Döntő   | Döntő   | Helyezés |
| Versenyző   | Versenyszám | Idő      | Hely.    | Idő         | Hely.       | Idő      | Hely.    | Idő     | Hely.   | Idő     | Hely.   | Helyezés |
| ----------- | ----------- | -------- | -------- | ----------- | ----------- | -------- | -------- | ------- | ------- | ------- | ------- | -------- |
| Bea Pintens | 500 m       | 48,98    | 2.       | 48,49       | 4.          | kiesett  | kiesett  | kiesett | kiesett | kiesett | kiesett | 14.      |